# John Jarvis (nuotatore)
John Arthur Jarvis (Leicester, 24 febbraio 1872 – St. Pancras, 9 maggio 1933) è stato un nuotatore e pallanuotista britannico.
Partecipò alle gare di pallanuoto e di nuoto della II Olimpiade di Parigi e vinse tre medaglie d'oro.
Vinse la gara dei 1000m stile libero, nuotando in 13'40"2, stabilendo il record olimpico, la gara dei 4000m stile libero, fermano il cronometro a 58'24"0. Una terza medaglia d'oro, Jarvis la conquistò nel torneo di pallanuoto, battendo in finale, con l'Osborne Swimming Club di Manchester, per 7-2 il Brussels Swimming and Water Polo Club.
Nel 1906, partecipò alle gare di nuoto dei Giochi olimpici intermedi di Atene, vincendo altre tre medaglie olimpiche; gareggiò nei 400m stile libero, conquistando un bronzo olimpico. Prese parte alla gara di 1 miglio stile libero, arrivando secondo in 30'07"6. Con la squadra inglese, composta da lui, Rob Derbyshire, William Henry e Henry Taylor, vinse una medaglia di bronzo, arrivando terzi nella staffetta 4×250 metri stile libero.
A 38 anni, prese parte anche ad una gara di nuoto della IV Olimpiade, i 1500m stile libero, dove si fermò alle semifinali.
Jarvis entrò nell'International Swimming Hall of Fame, la Hall of Fame internazionale del nuoto, nel 1968.

## Palmarès
In carriera ha conseguito i seguenti risultati:
- Giochi olimpici:

Parigi 1900: oro nella pallanuoto, nei 1000m stile libero e nei 4000m stile libero.
Atene 1906: argento nel miglio a stile libero, bronzo nei 400m stile libero e nella staffetta 4x250m stile libero.